# Tenleytown–AU (Metro de Washington)
Tenleytown–AU es una estación subterránea en la línea Roja del Metro de Washington, administrada por la Autoridad de Tránsito del Área Metropolitana de Washington. La estación se encuentra localizada en 4501 Wisconsin Avenue NW en Washington D. C.. La estación Tenleytown–AU fue inaugurada el 25 de agosto de 1984. 

## Descripción
La estación Tenleytown–AU cuenta con 1 plataforma central. La estación también cuenta con 17 de espacios de aparcamiento y 20 espacios para bicicletas con 20 casilleros.

## Conexiones
La estación cuenta con las siguientes conexiones de autobuses: 
- Rutas del MetroBus